# Cherríe Moraga
Cherríe Lawrence Moraga (nascida em 25 de setembro de 1952) é uma escritora, feminista, ativista, poetisa, ensaísta e dramaturga mexicano-estadunidense. Ela faz parte do corpo docente na Universidade de Stanford, no Departamento de Teatro e Estudos Comparativos em Raça e Etnia. Suas obras exploram as formas com que questões de gênero, sexualidade e raça se cruzam na vida das mulheres de cor.

## Início da vida
Moraga nasceu em 25 de setembro de 1952, em Whittier, Califórnia, a cerca de 10 quilômetros a sudeste de Los Angeles. Seus primeiros escritos revelam a relação complexa de ser capaz de "passar" por branca, enquanto emocionalmente identificava-se com os não-brancos, Chicanos. Em seu artigo, "La Guera", ela compara a diferença entre a sua vida, tendo uma pele clara, com a vida de sua mãe, facilmente identificável como uma mulher hispânica. Escritora da classe trabalhadora, Moraga reconheceu que a principal inspiração para se tornar uma escritora foi sua mãe, que foi uma eminente contadora de histórias. Moraga obteve seu diploma de bacharel na Faculdade do Imaculado Coração, em Los Angeles, Califórnia. Logo depois de frequentar o Imaculado Coração, ela se matriculou em um curso de escrita para mulheres e produziu seus primeiros poemas lésbicos. Em 1977, mudou-se para San Francisco, onde ela trabalhou como garçonete e se tornou uma militante feminista ativa. Ela obteve seu grau de mestre em Escritos Feministas na San Francisco State University, em 1980. 

## Biografia
Moraga foi uma das primeiras autoras a introduzir a teoria do lesbianismo chicano. Seus interesses incluem as interseções de gênero, sexualidade e raça, particularmente na produção cultural por mulheres de cor.

## Lesbianismo
Depois de seus anos de faculdade, Moraga abertamente aceitou seu lesbianismo, depois de esconder isso dos outros e de si mesma. Ela fez uma conexão entre a forma como a sociedade a discriminou por ser lésbica e os sentimentos de sua mãe pela opressão de ser pobre. "Meu lesbianismo é a avenida através da qual mais aprendi sobre o silêncio e a opressão, e ele continua a ser o mais tátil lembrete para mim que nós não somos seres humanos livres", disse.

## Livros
Ela é talvez mais conhecida por co-editar, com Gloria Anzaldúa, a antologia do pensamento feminista This Bridge Called My Back: Writings by Radical Women of Color em 1981, que ganhou Before Columbus Foundation American Book Award em 1986. Juntamente com Ana Castillo e Norma Alarcon, ela adaptou a antologia para a língua espanhola Esta puente, mi espalda: Voces de mujeres tercermundistas en los Estados Unidos. Seu primeiro livro autoral  único-autoria de livro, Loving in the War Years: lo que nunca pasó por sus labios (1983), uma combinação de prosa e poesia autobiográfica tornou-se uma importante referência para feministas.

## Trabalho
Moraga ministrou cursos de artes cênicas e escrita em diversas universidades em todo os Estados Unidos e atualmente é uma artista em residência na Universidade de Stanford. Sua peça "Watsonville: Some Place Not Here" ganhou apoio do Kennedy Center for the Performing Arts. Barbara Smith, Audre Lorde e Moraga criaram a editora Kitchen Table: Women of Color Press em 1983, conhecido por ser a primeira editora dedicada à escrita de mulheres não brancas nos Estados Unidos.

### Publicações selecionadas
- A Xicana Codex of Changing Consciousness: Writings 2000-2010 (2011). Durham: Duke University Press. ISBN 0-8223-4977-9
- Watsonville: Some Place Not Here; Circle in the dirt: el pueblo de East Palo Alto (2002). Albuquerque: West End Press. ISBN 0-9705344-5-0.
- The Hungry Woman (2001). Albuquerque: West End Press. ISBN 0-9705344-0-X
- Waiting in the Wings: Portrait of a Queer Motherhood (1997) Ithaca: Firebrand Books. ISBN 1-56341-093-1.
- "Art in America Con Acento" (1994). Anthologized in Women Writing Resistance: essays on Latin America and the Caribbean (2003). Cambridge, Massachusetts: South End Press. ISBN 0-89608-708-5.
- Heroes and Saints and Other Plays (1994). Albuquerque: West End Press. ISBN 0-931122-74-0.
- The Last Generation: Prose and Poetry (1993). Boston: South End Press. ISBN 0-89608-467-1
- The Sexuality of Latinas (co-editor, 1993). Berkeley: Third Woman Press. ISBN 0-943219-00-0.
- Shadow of a Man (1992)
- Giving Up the Ghost: Teatro in Two Acts (1986). Los Angeles: West End Press. ISBN 0-931122-43-0.
- Cuentos: Stories By Latinas (co-editor, 1983). Nova York: Kitchen Table: Women of Color Press. ISBN 0-913175-01-3.
- Loving in the War Years: Lo que nunca pasó por sus labios (1983). Boston: South End Press. ISBN 0-89608-195-8.
- This Bridge Called My Back: Writings by Radical Women of Color (co-editor, 1981). Watertown, Massachusetts: Persephone Press. ISBN 0-943219-22-1
- Esta puente, mi espalda: Voces de mujeres tercermundistas en los Estados Unidos (co-editor, 1988). San Francisco: ism press. ISBN 978-0-910383-19-6.